# Tele-Spiel ES-2201
Tele-Spiel ES-2201 lub w uproszczeniu Tele-Spiel – konsola gier wideo pierwszej generacji, wyprodukowana przez firmę Philips i wydana w roku 1975. Była to jedna z pierwszych konsoli europejskich. Konsola posiadała kontrolery, wykorzystujące liniowe potencjometry, które podpinało się nie bezpośrednio do konsoli, lecz do kartridżu z grą. Konsola jako jedna z pierwszych posiadała możliwość regulowania częstotliwości, umożliwiało to korzystanie z systemu na dowolnym wolnym kanale, ówczesne konsole posiadały zazwyczaj z góry narzuconą częstotliwość.

## Lista gier
Na konsolę wydano w sumie 5 poniższych tytułów:
- Tennis/Badminton - gra znajdowała się w zestawie z konsolą
- Pelota
- Skeet Shooting
- Racing
- Ghostchaser

W dniu premiery gry (nie licząc gry tenis, która była w zestawie z konsolą) kosztowały 40 franków francuskich, czyli około 60 euro.

## Późniejsze wersje
W późniejszym czasie firma Philips we współpracy z General Instruments wydała cztery nowe wersje konsoli, które były określane mianem Las Vegas Tele-Spiele, zbudowane były one na podstawie bardziej zaawansowanej technologii i dysponowały innymi tytułami.
Konsola zainspirowała pracowników gdańskiego Unimoru, którzy w roku 1977 uruchomili małoseryjną produkcję konsoli TELE-SET GTV 881 pozwalającej rozegrać partię wariacji na temat Ponga.